# Balangir (distrikt)
Balāngīr är ett distrikt i Indien.   Det ligger i delstaten Odisha, i den centrala delen av landet, 1 100 km sydost om huvudstaden New Delhi. Antalet invånare är 1 648 997.
Följande samhällen finns i Balāngīr:
- Balangir
- Titlāgarh
- Kantābānji
- Patnāgarh